# Amphinema angustispora
Amphinema angustispora är en svampart som beskrevs av P. Roberts 2001. Amphinema angustispora ingår i släktet Amphinema och familjen Atheliaceae.   Inga underarter finns listade i Catalogue of Life.